# Rhyacophila darbyi
Rhyacophila darbyi är en nattsländeart som beskrevs av Fields 1981. Rhyacophila darbyi ingår i släktet Rhyacophila och familjen rovnattsländor. Inga underarter finns listade i Catalogue of Life.